# Australijska Formuła Ford
| Australijska Formuła Ford | Australijska Formuła Ford |
| ------------------------- | ------------------------- |
| Kategoria                 | Wyścigi samochodowe       |
| Region                    | Australia                 |
| Pierwszy sezon            | 1970                      |
| Nadwozia                  | Mygale                    |
| Nadwozia                  | Spectrum                  |
| Silnik                    | Ford Duratec              |
| Opony                     | Avon Tyres                |
| Obecny mistrz kierowców   | Thomas Randle             |

Australijska Formuła Ford – seria wyścigowa samochodów jednomiejscowych organizowana od 1970 roku w Australii przez Confederation of Australian Motor Sport pod szyldem Formuły Ford. Początkowo w latach 1970-1993 seria nosiła nazwę Formula Ford Driver to Europe Series i miała status serii narodowej.

## Mistrzowie

### Seria narodowa
| Sezon | Oficjalna nazwa serii                           | Mistrz             | Bolid           |
| ----- | ----------------------------------------------- | ------------------ | --------------- |
| 1970  | Formula Ford National Series                    | Richard Knight     | Elfin 600 FF    |
| 1971  | Formula Ford Driver to Europe Series            | Larry Perkins      | Elfin 600 FF    |
| 1972  | TAA Formula Ford Driver to Europe Series        | Bob Skelton        | Bowin P4A       |
| 1973  | TAA Formula Ford Driver to Europe Series        | John Leffler       | Bowin P6F       |
| 1974  | TAA Formula Ford Driver to Europe Series        | Terry Perkins      | Elfin 620B      |
| 1975  | TAA Formula Ford Driver to Europe Series        | Paul Bernasconi    | Mawer           |
| 1976  | TAA Formula Ford Driver to Europe Series        | Richard Carter     | Birrana F73     |
| 1977  | TAA Formula Ford Driver to Europe Series        | John Smith         | Bowin P4A       |
| 1978  | TAA Formula Ford Driver to Europe Series        | John Wright        | Bowin P4A       |
| 1979  | TAA Formula Ford Driver to Europe Series        | Russell Norden     | Mawer           |
| 1980  | TAA Formula Ford Driver to Europe Series        | Stephen Brook      | Lola T440       |
| 1981  | TAA Formula Ford Driver to Europe Series        | Phillip Revell     | Lola T440       |
| 1982  | TAA Formula Ford Driver to Europe Series        | Jeff Summers       | Elfin 620B      |
| 1983  | Formula Ford Driver to Europe Series            | Bruce Connolly     | Galloway        |
| 1984  | Formula Ford Driver to Europe Series            | Ron Barnacle       | Royale RP31     |
| 1985  | Motorcraft Formula Ford Driver to Europe Series | Tomas Mezera       | Reynard FF83    |
| 1986  | Motorcraft Formula Ford Driver to Europe Series | Warwick Rooklyn    | Elwyn 003       |
| 1987  | Motorcraft Formula Ford Driver to Europe Series | Peter Verheyen     | Van Diemen RF86 |
| 1988  | Motorcraft Formula Ford Driver to Europe Series | David Roberts      | Van Diemen RF87 |
| 1989  | Motorcraft Formula Ford Driver to Europe Series | Mark Larkham       | Van Diemen RF89 |
| 1990  | Motorcraft Formula Ford Driver to Europe Series | Russell Ingall     | Van Diemen RF90 |
| 1991  | Motorcraft Formula Ford Driver to Europe Series | Troy Dunstan       | Van Diemen RF91 |
| 1992  | Motorcraft Formula Ford Driver to Europe Series | Cameron McConville | Van Diemen RF92 |

### Australijska Formuła Ford
| Sezon | Mistrz            | Bolid                   |
| ----- | ----------------- | ----------------------- |
| 1993  | Craig Lowndes     | Van Diemen RF93         |
| 1994  | Steven Richards   | Van Diemen RF94         |
| 1995  | Jason Bright      | Van Diemen RF95         |
| 1996  | David Besnard     | Van Diemen RF96         |
| 1997  | Garth Tander      | Van Diemen RF95         |
| 1998  | Adam Macrow       | Spectrum 06             |
| 1999  | Greg Ritter       | Mygale SJ98             |
| 2000  | Luke Youlden      | Mygale SJ2000           |
| 2001  | Will Davison      | Van Diemen RF01         |
| 2002  | Jamie Whincup     | Van Diemen RF01         |
| 2003  | Neil McFadyen     | Stealth Van Diemen RF94 |
| 2004  | David Reynolds    | Van Diemen RF04         |
| 2005  | Daniel Elliott    | Van Diemen RF05         |
| 2006  | John Martin       | Spectrum 011            |
| 2007  | Tim Blanchard     | Mygale SJ07A            |
| 2008  | Paul Laskazeski   | Spectrum 011b           |
| 2009  | Nick Percat       | Mygale SJ07A            |
| 2010  | Chaz Mostert      | Spectrum 012            |
| 2011  | Cameron Waters    | Mygale SJ10A            |
| 2012  | Jack Le Brocq     | Mygale SJ12A            |
| 2013  | Anton de Pasquale | Mygale SJ13A            |
| 2014  | Thomas Randle     | Mygale                  |